# Vertrag von Ankara (1921)
Der Vertrag von Ankara  (oder auch Franklin-Bouillon-Abkommen bzw. Franco-Türkisches Abkommen von Ankara, türkisch: Ankara Anlaşması) wurde am 20. Oktober 1921 zwischen Frankreich und der durch die türkische Nationalversammlung eingesetzten Regierung unter Mustafa Kemal Atatürk unterzeichnet. Der Vertrag beendete den franco-türkischen Konflikt um Kilikien.
Vertreter ihrer Regierungen waren der französische Diplomat Henry Franklin-Bouillon und der türkische Außenminister Yusuf Kemal Bey. Das Abkommen beendete die Kampfhandlungen des franco-türkischen Konfliktes, obwohl einige französische Truppen noch in der Türkei blieben. Die Türkei musste wirtschaftliche Zugeständnisse machen und erkannte die französische Herrschaft über das ehemals osmanische Syrien an. Der Vertrag wurde in der League of Nations Treaty Series am 30. August 1926 hinterlegt.
Der Verzicht Frankreichs auf türkisches Gebiet wurde später offiziell im Waffenstillstand von Mudanya schriftlich niedergelegt. Völkerrechtlich bedeutete der Vertrag eine De-facto-Anerkennung der neuen türkischen Regierung durch Frankreich zu Lasten der De-jure-Regierung des Sultans Mehmed VI.